# Saleh Al-Sharabaty
Saleh Al-Sharabaty (arabiska: صالح صلاح الشرباتي), född 12 september 1998 i az-Zarqa, är en jordansk taekwondoutövare som tävlar i mellanvikt.
Al-Sharabaty vann en silvermedalj i 80 kg klassen i taekwondo vid de olympiska sommarspelen i Tokyo år 2021.